# Алфред Халиков
Алфред Хасанович Халиков (на руски: Альфред Хасанович Халиков) е съветски и руски историк и археолог, автор на множество трудове по историята на волжките прабългари. Автор е на над 40 монографии и над 600 статии.

## Биография
Алфред Халиков е роден на 30 май 1929 година в село Курманаево, ТАССР. През 1947 година завършва средното си образование в град Казан и постъпва в Историко-филологическия факултет на Казанския университет, който завършва с отличен през 1952 година.
През 1951 година постъпва на работа в Института по езици, литература и история в Казан към съветската академия на науките. Там той започва от лаборант и достига до доктор на науките, професор. Повече от 30 години оглавява отдела по археология и етнография.